# Viktor Hamburger
Viktor Hamburger (Kamienna Góra, 9 luglio 1900 – Saint Louis, 12 giugno 2001) è stato un biologo tedesco e un professore di embriologia.
Nel 1947 invitò alla Università Washington a Saint Louis Rita Levi-Montalcini con la quale collaborò. Hamburger si ritirò dalla sua posizione di professore nel 1969 e continuò con la ricerca fino agli anni ottanta.